# Cirilo Gómez Anaya
José Cirilo Gómez Anaya (Lagos, Nueva Galicia,  9 de julio de 1789 - México, 13 de agosto de 1861) fue un militar novohispano que combatió en el ejército realista durante la guerra de la independencia de México. En 1821 se unió al Plan de Iguala y al Ejército Trigarante. Una vez consumada la independencia tomó parte activa en la política de México.

## Estudios y militancia en el ejército realista
Sus padres fueron J. Antonio Gómez Fernández y Rosalía Anaya. Realizó sus primeros estudios en las escuelas de betlemitas de la Ciudad de México. Al morir su padre en 1801 interrumpió sus estudios y se dedicó al comercio. El 31 de agosto de 1811 su negocio familiar fue saqueado por la irrupción de Albino García Ramos a Lagos. 
A partir de entonces, Cirilo Gómez Anaya decidió enlistarse en las filas realistas para combatir a la insurgencia iniciada por Miguel Hidalgo y Costilla. Militó bajo las órdenes de Pedro Celestino Negrete.

## Adhesión al Ejército Trigarante
En mayo de 1820 pasó a la Secretaría del virreinato en la Ciudad de México, lugar en donde conoció a Agustín de Iturbide. El 9 de julio de 1821 se unió a las filas del Ejército Trigarante. Nuevamente bajo las órdenes de Celestino Negrete, combatió en Durango a José de la Cruz —quien había rechazado el Plan de Iguala—, al caer herido Negrete, Gómez Anaya asumió el mando de los trigarantes y consiguió la capitulación de De la Cruz el 31 de agosto.   
Al consumarse la independencia de México fue diputado del primer Congreso convocado por la Junta Provisional Gubernativa. Cargo que repitió en varias ocasiones. En 1824 fue firmante del Acta Constitutiva de la Federación Mexicana en representación del Estado de México.

## Político y militar
En 1829 secundó el Plan de Jalapa y la rebelión del Ejército de Reserva y Protector de la Constitución y Leyes que destituyó a Vicente Guerrero de la presidencia. Fue designado comandante militar de Durango. De febrero a diciembre de 1830 fue diputado al Congreso por cuarta ocasión. De diciembre de 1831 a octubre de 1832 fue comandante general de Jalisco. De octubre de 1832 a marzo de 1833 fue oficial mayor de la Secretaría de Guerra y Marina. Durante la rebelión proclamada por el Plan de Veracruz, defendió al gobierno de Anastasio Bustamante combatiendo al general Gabriel Valencia. En 1838 fue ministro de la Suprema Corte Marcial. En 1839 el presidente Anastasio Bustamante lo nombró ministro de Guerra, sin embargo no ocupó el puesto por ser incompatible con el cargo que ejercía en el Supremo Poder Conservador. En 1844 y 1846 fue senador. 
Durante su larga trayectoria militar ascendió de soldado voluntario hasta general de brigada. En mayo de 1847 levantó en el cantón de Lagos una sección auxiliar del ejército para combatir la invasión estadounidense.

## Gobernador de Aguascalientes
El 24 de octubre de 1854 fue nombrado gobernador y comandante militar del departamento de Aguascalientes. Tomó posesión de ambos cargos en diciembre. El 31 de octubre de 1855 entregó el cargo de gobernador a Jesús Terán Peredo y el 23 de noviembre del mismo año entregó el cargo de comandante al coronel Longinos Rivera. 
Durante su gestión decretó el Estatuto Orgánico Constitucional del Estado de Aguascalientes. Al proclamarse el Plan de Ayutla implementó una política conciliadora para evitar el derramamiento de sangre. En 1856 se retiró de la vida pública debido a que sus ideas se apartaban de la política federal. Murió el 13 de agosto de 1861.

## Reconocimientos y nombramientos honoríficos
- Socio de la Compañía Lancasteriana de México desde el 21 de agosto de 1823.
- Socio honorario del Instituto de Ciencias y Artes desde el 25 de marzo de 1826.
- Vocal de la Junta de Redacción de Ordenanzas en abril de 1834.
- Miembro de la Junta Directiva de la Compañía Mexicana Científico-Industrial en 1835.
- Director de la Casa de Corrección de México, nombramiento  realizado por Valentín Gómez Farías en marzo de 1834.
- Diputado sexto a la Junta Departamental de México en marzo de 1837.
- Miembro de la Junta Directiva de la Academia Nacional de San Carlos.
- Caballero de la Orden de Guadalupe, nombramiento realizado por Antonio López de Santa Anna en noviembre de 1853. Agradeció el nombramiento pero no tomó posesión del mismo.